# Miss Internacional 2009
O Miss Internacional 2009 foi a 49ª edição do concurso de beleza Miss Internacional e teve lugar em 28 de de Novembro de 2009, no Sichuan International Tennis,, na cidade de Chengdu, China. No final do evento, Alejandra Andreu, Miss Internacional 2008, coroou Anagabriela Espinoza do México como sua sucessora.

## Resultados
| Posições                | Candidata |
| ----------------------- | --- |
| Miss International 2009 | - México - Anagabriela Espinoza |
| 1ª Finalista            | - Coreia do Sul - Seo Eun-mi |
| 2º Finalista            | - Reino Unido - Chloe-Beth Morgan |
| Semifinalistas (Top 15) | - Bélgica - Cassandra D'Ermilio - Bielorússia - Yana Supranovich - Brasil - Rayanne Morais - Canadá - Chanel Beckenlehner - Cuba - Patricia Rosales - Espanha - Melania Santiago - Filipinas - Melody Gersbach † - Finlândia - Linda Wikstedt - Japão - Yuka Nakayama - Panamá - Joyce Jacobi - República Dominicana - Victoria Fernández - Venezuela - Laksmi Rodríguez |

## Prêmios Especiais
| Prêmio                    | Candidata                         |
| ------------------------- | --------------------------------- |
| Miss Amizade              | - China - Wang Qian               |
| Miss Fotogênia            | - Coreia do Sul - Seo Eun-mi      |
| Melhor Traje Nacional     | - Honduras - Quênia Andrade       |
| Miss Mobile Beauty        | - Estados Unidos - Aileen Jan Yap |
| Miss Internet Beauty      | - Moldovia - Catalina Stascu      |
| Miss Filantropia          | - Moldovia - Catalina Stascu      |
| Miss Simpatia             | - Japão - Yuka Nakayama           |
| Miss Charme               | - Hong Kong - Germaine Li         |
| Senhorita Chengdu Glamour | - México - Anagabriela Espinoza   |
| Miss Vitalidade           | - Rússia - Ksenia Hrabovskaya     |

## Fatos históricos do Miss Internacional 2009
- O México venceu o Miss Internacional pela segunda vez.
- A Coreia foi classificada como o primeiro vice-campeão pela segunda vez. A primeira vez foi em 2000.
- O Reino Unido ficou em 3º lugar pela primeira vez.
- Espanha, Filipinas, Japão e Venezuela repetiram a classificação no Top 5.
- O Japão se classificou pelo 17º ano consecutivo.
- A Venezuela se classificou pelo 5º ano consecutivo.
- A Espanha se classificou pelo 4º ano consecutivo.
- Bielorrússia, Coreia e México haviam se classificado pela última vez em 2007.
- O Panamá e a República Dominicana haviam se classificado pela última vez em 2006..
- Brasil e Finlândia haviam se classificado pela última vez em 2005 .
- O Reino Unido havia se classificado pela última vez em 2004 .
- O Canadá havia se classificado pela última vez em 2000 .
- A Bélgica havia se classificado pela última vez em 1993 .
- Cuba se classificou para as semifinais pela primeira vez e obteve a posição mais alta até esta edição.
- Porto Rico quebra uma série de classificações que mantinha desde 2006 .
- Sete representantes da sAméricas entraram no Top 15, sendo o continente com mais semifinalistas.No entanto, apenas o México chegou ao Top 5.
- Nenhuma nação da África ou da Oceania se classificou para o Top 15.

## Participantes
| País                 | Competidor              | Idade | Altura (cm) | Cidade natal        |
| -------------------- | ----------------------- | ----- | ----------- | ------------------- |
| África do Sul        | Bokang Montjane         | 23    | 174         | Joanesburgo         |
| Alemanha             | Classifique Roucek      | 19    | 168         | Colônia             |
| Argentina            | Maria mercedes Viaña    | 19    | 174         | Santiago del Estero |
| Aruba                | Christina Trejo         | 21    | 175         | Companashi          |
| Austrália            | Kelly Louise Macguire   | 23    | 174         | Sydney              |
| Bahamas              | Aisha Delaney           | 21    | 178         | Nassau              |
| Bélgica              | Cassandra D'Ermilio     | 21    | 175         | Quaregnon           |
| Bielorússia          | Yana Supranovich        | 21    | 180         | Minsk               |
| Bolívia              | Laura Olivera           | 18    | 173         | Yacuiba             |
| Brasil               | Rayanne Morais          | 21    | 174         | Divinópolis         |
| Canadá               | Chanel beckenlehner     | 21    | 173         | Toronto             |
| China                | Wang qian               | 19    | 171         | Chengdu             |
| Colômbia             | Lina Mosquera           | 20    | 180         | Quibdo              |
| Coréia do Sul        | Seo Eun-mi              | 22    | 175         | Seul                |
| Cuba                 | Patricia Rosales        | 23    | 179         | Níquel              |
| Equador              | Isabella Chiriboga      | 20    | 174         | Quito               |
| El Salvador          | Vanessa Hueck           | 22    | 178         | São Salvador        |
| Eslováquia           | Soňa Skoncová           | 22    | 174         | Prievidza           |
| Espanha              | Melania Santiago        | 21    | 174         | málaga              |
| EUA                  | Aileen Jan Yap          | 21    | 170         | Houston             |
| Etiópia              | Rahel Woldekirkos       | 24    | 178         | Adis Abeba          |
| Finlândia            | Linda Wikstedt          | 20    | 174         | Helsinque           |
| França               | Mathilde Muller         | 20    | 176         | Valência            |
| Gabão                | Cynthia Mobumba         | 22    | 172         | Ngounié             |
| Georgia              | Maria sarchimelia       | 25    | 174         | Tbilisi             |
| Grécia               | Diana Igropoulou        | 19    | 177         | Atenas              |
| Guadalupe            | Joelle Clamy            | 25    | 184         | Petit-Canal         |
| Honduras             | Quênia Andrade          | 23    | 170         | Os anjos            |
| Hong Kong            | Germaine Li             | 22    | 168         | Hong Kong           |
| Índia                | Saxena harshita         | 22    | 175         | Goa                 |
| Indonésia            | Ayu Diandra Sari        | 21    | 173         | Denpasar            |
| Japão                | Yuka Nakayama           | 19    | 173         | Fukuoka             |
| Letônia              | Go Pudule               | 22    | 173         | Riga                |
| Líbano               | Sarah Mansour           | 20    | 174         | Beirute             |
| Macau                | Yvonne yang             | 21    | 179         | Macau               |
| Malásia              | Tay Tze Juan            | 20    | 173         | Batu Pahat          |
| Martinica            | Nathaly Peters          | 19    | 175         | Fort de France      |
| México               | Anagabriela Espinoza    | 21    | 180         | Monterrey           |
| Moldova              | Catalina Stascu         | 18    | 173         | Chisinau            |
| Mongólia             | Badamgerel Khurelbaatar | 19    | 178         | Ulaan Baatar        |
| Nicarágua            | Slilma Ulloa            | 23    | 168         | Matagalpa           |
| Marianas do Norte    | Sorene Maratita         | 19    | 163         | Saipan              |
| Noruega              | Beatrice Delàs          | 18    | 175         | Sellebakk           |
| Países Baixos        | Roline Hund             | 20    | 174         | Almere              |
| Panamá               | Joyce Jacobi            | 21    | 170         | David               |
| Paraguai             | Romina Bogado           | 25    | 175         | Suposição           |
| Peru                 | Alexandra Pezet         | 20    | 176         | Lima                |
| Polônia              | Angelika Jakubowska     | 20    | 176         | Lubań               |
| Porto Rico           | Pastrana Monica         | 20    | 178         | vaca do mar         |
| Quirguistão          | Altynai Ismankulova     | 21    | 170         | Biskek              |
| Romênia              | Iuliana Capsuc          | 20    | 174         | Bucareste           |
| Rússia               | Ksenia Hrabovskaya      | 18    | 176         | Khabarovsk          |
| Reino Unido          | Chloe-Beth Morgan       | 23    | 171         | Cwmbran             |
| República Dominicana | Victoria Fernández      | 22    | 178         | Santiago            |
| Republica Tcheca     | Darja Jacukevičová      | 22    | 180         | Veselí nad Moravou  |
| Singapura            | Annabelle liang         | 23    | 169         | Cingapura           |
| Sudão                | Suna William            | 23    | 168         | Darfur              |
| Tailândia            | Picha Nampradit         | 23    | 178         | Kanchanaburi        |
| Taipé Chinesa        | Yi Chih Chen            | 22    | 168         | Taipei              |
| Tanzânia             | Illuminata James        | 24    | 176         | Mwanza              |
| Turquia              | Begüm Yılmaz            | 21    | 180         | Esmirna             |
| Uganda               | Pierra Akwero           | 22    | 177         | Entebbe             |
| Venezuela            | Laksmi Rodriguez        | 24    | 178         | Tachira             |
| Vietnã               | Tran Thi Quỳnh          | 24    | 175         | Hai Phong           |